# Champrond-en-Perchet
Champrond-en-Perchet är en kommun i departementet Eure-et-Loir i regionen Centre-Val de Loire strax norr om centrala Frankrike. Kommunen ligger i kantonen Nogent-le-Rotrou som tillhör arrondissementet Nogent-le-Rotrou. År 2022 hade Champrond-en-Perchet 389 invånare.

## Befolkningsutveckling
Antalet invånare i kommunen Champrond-en-Perchet
Referens:INSEE